# Eudrapa malachitis
Eudrapa malachitis là một loài bướm đêm trong họ Noctuidae.